# Независимые олимпийские спортсмены на летних Олимпийских играх 2016
Независимые олимпийские спортсмены (IOA) на летних Олимпийских играх 2016 года были представлены 9 спортсменами в 3 видах спорта.
В качестве независимых спортсменов на Играх в Рио-де-Жанейро выступали спортсмены Кувейта, поскольку МОК временно приостановил деятельность Олимпийского комитета Кувейта из-за вмешательства государства в его работу. Спортсмены выступали под олимпийским флагом. На церемонии открытия Игр и на церемонии закрытия флаг нёс волонтёр соревнований.
Фехайд Ад-Дихани стал первым в истории участия независимых спортсменов, кому удалось завоевать золотую медаль. Для Ад-Дихани эта медаль стала уже третьей в карьере. Ранее он становился бронзовым призёром Игр 2000 и 2012 годов. Вторую медаль в Рио-де-Жанейро завоевал многократный чемпион мира в ските Абдулла Аль-Рашиди, для которого Игры 2016 года стали уже шестыми.

## Медали
| Золото |                    |                                |            |
| №      | Спортсмены         | Вид спорта (дисциплина)        | Дата       |
| 1      | Фехаид Аль-Дихани  | Стрельба (дубль-трап, мужчины) | 10 августа |
| Бронза |                    |                                |            |
| №      | Спортсмены         | Вид спорта (дисциплина)        | Дата       |
| 1      | Абдулла Аль-Рашиди | Стрельба (скит, мужчины)       | 13 августа |

## Состав сборной
Плавание
1. Аббас Кали
2. Файе Султан

 Стрельба
1. Ахмад Аль-Афаси
2. Фехаид Аль-Дихани
3. Халед Аль-Мудхаф
4. Абдулла Аль-Рашиди
5. Абдулрахман Аль-Файхан
6. Сауд Хабиб

 Фехтование
1. Абдулазиз Аль-Шатти

## Результаты соревнований

### Водные виды спорта

#### Плавание
В следующий раунд на каждой дистанции проходят спортсмены, показавшие лучший результат, независимо от места, занятого в своём заплыве.
Мужчины
| Дистанция              | Спортсмены | Предварительный раунд | Предварительный раунд | Предварительный раунд | Полуфинал | Полуфинал | Полуфинал | Финал     | Финал |
| Дистанция              | Спортсмены | Заплыв                | Результат             | Место                 | Заплыв    | Результат | Место     | Результат | Место |
| ---------------------- | ---------- | --------------------- | --------------------- | --------------------- | --------- | --------- | --------- | --------- | ----- |
| 100 метров баттерфляем | Аббас Кали | 2                     | 54.63                 | 36                    |           |           |           |           |       |

Женщины
| Дистанция                | Спортсмены   | Предварительный раунд | Предварительный раунд | Предварительный раунд | Полуфинал | Полуфинал | Полуфинал | Финал     | Финал |
| Дистанция                | Спортсмены   | Заплыв                | Результат             | Место                 | Заплыв    | Результат | Место     | Результат | Место |
| ------------------------ | ------------ | --------------------- | --------------------- | --------------------- | --------- | --------- | --------- | --------- | ----- |
| 50 метров вольным стилем | Файе Хуссейн |                       |                       |                       |           |           |           |           |       |

### Стрельба
В январе 2013 года Международная федерация спортивной стрельбы приняла новые правила проведения соревнований на 2013—2016 года, которые, в частности, изменили порядок проведения финалов. Во многих дисциплинах спортсмены, прошедшие в финал, теперь начинают решающий раунд без очков, набранных в квалификации, а финал проходит по системе с выбыванием. Также в финалах после каждого раунда стрельбы из дальнейшей борьбы выбывает спортсмен с наименьшим количеством баллов. В стендовой стрельбе добавился полуфинальный раунд, где определяются по два участника финального матча и поединка за третье место.
Мужчины
| Соревнование | Спортсмены             | Квалификация | Квалификация | Полуфинал            | Полуфинал            | Финал                   | Финал                |
| Соревнование | Спортсмены             | Результат    | Место        | Результат            | Место                | Соперник/ Результат     | Место                |
| ------------ | ---------------------- | ------------ | ------------ | -------------------- | -------------------- | ----------------------- | -------------------- |
| трап         | Халед Аль-Мудхаф       | 117          | 8            | завершил выступление | завершил выступление | завершил выступление    | завершил выступление |
| трап         | Абдулрахман Аль-Файхан | 115          | 14           | завершил выступление | завершил выступление | завершил выступление    | завершил выступление |
| дубль-трап   | Фехайд Ад-Дихани       | 13512        | 6 Q          | 28                   | 1 Q                  | ITAМ. Инноченти В 26:24 | 1                    |
| дубль-трап   | Ахмад Аль-Афаси        | 128          | 15           | завершил выступление | завершил выступление | завершил выступление    | завершил выступление |
| скит         | Абдулла Аль-Рашиди     |              |              |                      |                      |                         |                      |
| скит         | Сауд Хабиб             |              |              |                      |                      |                         |                      |

### Фехтование
В индивидуальных соревнованиях спортсмены сражаются три раунда по три минуты, либо до того момента, как один из спортсменов нанесёт 15 уколов. В командных соревнованиях поединок идёт 9 раундов по 3 минуты каждый, либо до 45 уколов. Если по окончании времени в поединке зафиксирован ничейный результат, то назначается дополнительная минута до «золотого» укола.
Мужчины
| Соревнование         | Спортсмены               | 1/32 финала              | 1/16 финала          | 1/8 финала           | Четвертьфинал        | Полуфинал            | Финал                | Место |
| Соревнование         | Спортсмены               | Соперник Результат       | Соперник Результат   | Соперник Результат   | Соперник Результат   | Соперник Результат   | Соперник Результат   | Место |
| -------------------- | ------------------------ | ------------------------ | -------------------- | -------------------- | -------------------- | -------------------- | -------------------- | ----- |
| индивидуальная шпага | Абдулазиз Аль-Шатти (38) | HUNА. Редли (27) П 13:14 | завершил выступление | завершил выступление | завершил выступление | завершил выступление | завершил выступление | 38    |